# Luis Padilla Nervo
Luis Padilla Nervo (Zamora, 19 augustus 1894 - Mexico-Stad, 9 september 1985) was een Mexicaans diplomaat, politicus en rechter.
Padilla studeerde recht aan de Nationale Autonome Universiteit van Mexico (UNAM). In 1945 ondertekende hij namens Mexico het handvest van de Verenigde Naties en werd vervolgens de eerste ambassadeur van Mexico bij de Verenigde Naties en vertegenwoordigde zijn land ook bij de Veiligheidsraad, de Economische en Sociale Raad van de Verenigde Naties en de Trustschapsraad waarvan hij in 1949 vicevoorzitter was. In 1951 was Padilla voorzitter van de Algemene Vergadering van de Verenigde Naties. Van 1952 tot 1958 was hij minister van buitenlandse zaken van Mexico en werd vervolgens rechter bij het Internationaal Gerechtshof. In 1980 ontving hij de Eremedaille Belisario Domínguez, Mexico's hoogste onderscheiding. Hij overleed vijf jaar later.
- Bibliothèque nationale de France: cb111868103 (data)
- Gemeinsame Normdatei: 1119611016
- International Standard Name Identifier: 0000 0000 8252 772X
- Library of Congress Control Number: n86100413
- Nationale Bibliotheek van Tsjechië: uk2015860559
- Istituto Centrale per il Catalogo Unico: TO0V164098
- Virtual International Authority File: 65491646
- WorldCat: E39PBJqbpTCvbyYjY43hHYXcfq